# Wamos Air
Wamos Air, anteriormente conocida como Pullmantur Air, es una aerolínea española especializada en vuelos chárter y servicios de wet lease. La empresa opera principalmente vuelos chárter, adaptándose a diversas necesidades específicas de sus clientes, incluyendo vuelos para el sector turístico y corporativo. Además, Wamos Air proporciona soluciones de wet lease, donde alquila aviones y tripulación a otras aerolíneas para ayudar a cubrir picos de demanda, gestionar retrasos en la entrega de aviones nuevos, o suplir cualquier otra necesidad operativa que las aerolíneas no puedan satisfacer con sus propios recursos.

## Historia

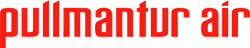
Antiguo logo de Pullmantur Air.

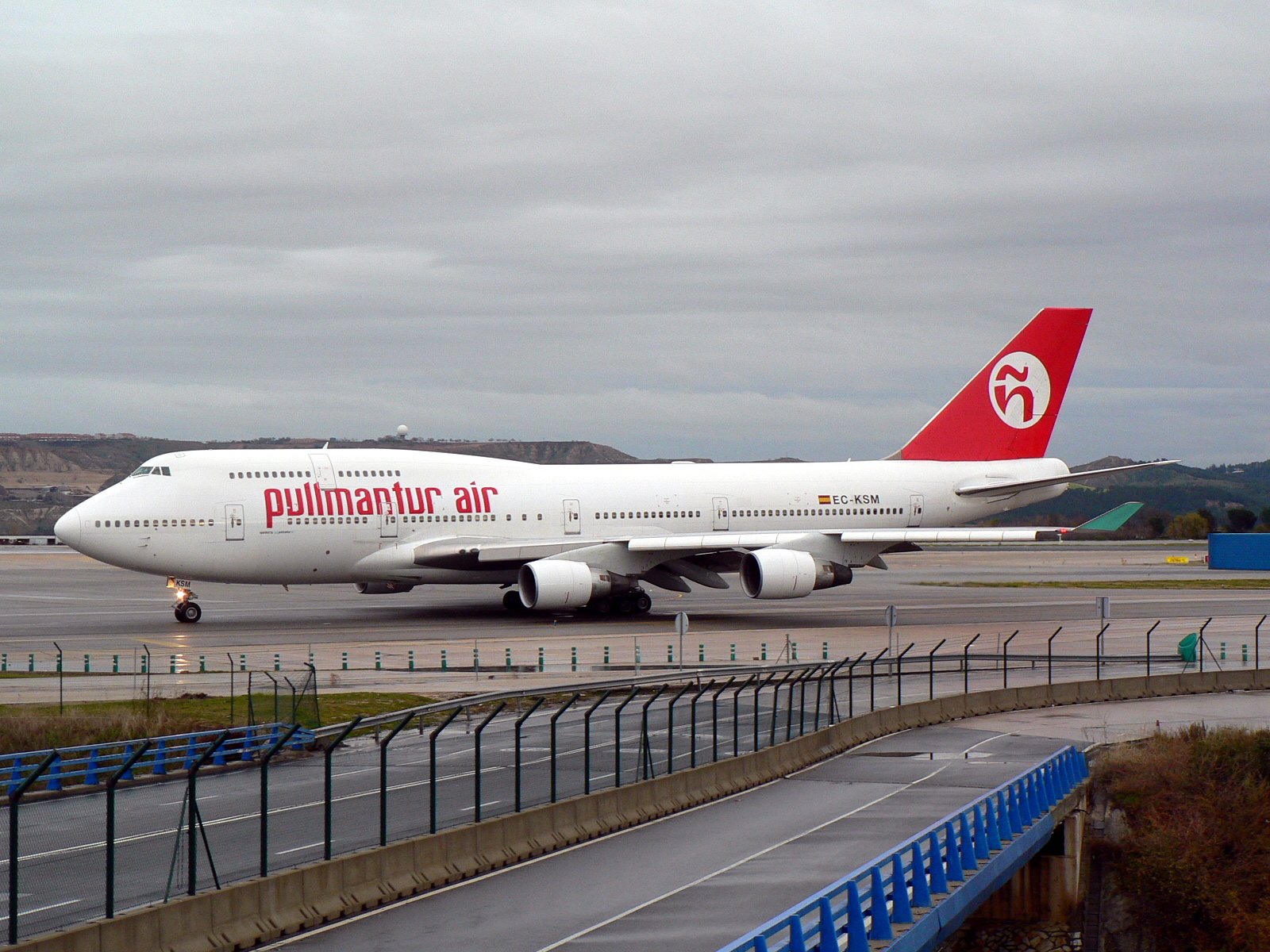
Boeing 747 cuando todavía era Pullmantur Air.

Wamos Air comenzó como la división aérea de Pullmantur, una compañía española de cruceros y viajes perteneciente al Grupo Marsans. Fue establecida en 2003 para proporcionar servicios de transporte aéreo a los pasajeros de Pullmantur Cruises.
Inicialmente, Wamos Air se enfocó en operaciones chárter, proporcionando servicios de vuelo a destinos turísticos populares principalmente desde España y otros países europeos hacia destinos en el Caribe, América Latina y el Mediterráneo.
Con el tiempo, la compañía expandió su alcance y adquirió una flota de aviones, incluyendo aviones de largo alcance como el Boeing 747 y el Airbus A330, lo que le permitió operar vuelos de larga distancia hacia destinos en América y Asia.
En 2006, la aerolínea fue vendida, junto con el resto de las filiales de Pullmantur (cruceros, línea aérea, circuitos), a la naviera estadounidense Royal Caribbean Cruises Ltd. A partir de 2011 comenzaron a operar vuelos regulares semanales entre Madrid y Cancún, y Madrid y Punta Cana.
En 2014, Wamos Air se separa de Pullmantur lo cual le permitió expandir sus operaciones más allá y poder operar otros tipos de operaciones aéreas. Un año después de que el fondo suizo Springwater comprara a Royal Caribbean el negocio ajeno a los cruceros de Pullmantur (Nautalia, Wamosr Air y Terranova), el nuevo grupo dejará de estar bajo el paraguas de la marca de la naviera y Pullmantur Air pasa a llamarse Wamos Air.
En 2024, Abra Group acuerda realizar una inversión estratégica en Wamos Air, con el fin de mejorar la conectividad de América Latina con Europa gracias al potencial aumento de la cobertura y de operación de la flota de cabina ancha del Grupo.

## Flota

### Flota actual
La flota actual de Wamos Air se compone de las siguientes aeronaves:
| Aeronaves       | En servicio | Pedidos | Pasajeros                                          | Pasajeros                                          | Pasajeros                                          | Pasajeros                                          | Matrículas                                         | Antigüedad                                         |
| Aeronaves       | En servicio | Pedidos | C                                                  | W                                                  | Y                                                  | Total                                              | Matrículas                                         | Antigüedad                                         |
| --------------- | ----------- | ------- | -------------------------------------------------- | -------------------------------------------------- | -------------------------------------------------- | -------------------------------------------------- | -------------------------------------------------- | -------------------------------------------------- |
| Airbus A330-200 | 5           | —       | 20                                                 | —                                                  | 260                                                | 280                                                | EC-NBN                                             | 18,2 años                                          |
| Airbus A330-200 | 5           | —       | 20                                                 | —                                                  | 260                                                | 280                                                | EC-NCK                                             | 17,9 años                                          |
| Airbus A330-200 | 5           | —       | 20                                                 | —                                                  | 268                                                | 288                                                | EC-NUI                                             | 16,5 años                                          |
| Airbus A330-200 | 5           | —       | 20                                                 | —                                                  | 268                                                | 288                                                | EC-ODP                                             | 16,2 años                                          |
| Airbus A330-200 | 5           | —       | 24                                                 | —                                                  | 273                                                | 297                                                | EC-MAJ                                             | 16,1 años                                          |
| Airbus A330-300 | 8           | —       | 12                                                 | —                                                  | 374                                                | 386                                                | EC-NOF                                             | 19,1 años                                          |
| Airbus A330-300 | 8           | —       | 12                                                 | —                                                  | 374                                                | 386                                                | EC-NOG                                             | 18,5 años                                          |
| Airbus A330-300 | 8           | —       | —                                                  | —                                                  | 375                                                | 375                                                | EC-NHM                                             | 16,4 años                                          |
| Airbus A330-300 | 8           | —       | 6                                                  | —                                                  | 385                                                | 391                                                | EC-ODQ                                             | 15,4 años                                          |
| Airbus A330-300 | 8           | —       | 6                                                  | —                                                  | 385                                                | 391                                                | EC-ODR                                             | 15,1 años                                          |
| Airbus A330-300 | 8           | —       | 31                                                 | 48                                                 | 185                                                | 264                                                | EC-OLG                                             | 14,3 años                                          |
| Airbus A330-300 | 8           | —       | —                                                  | —                                                  | 408                                                | 408                                                | EC-NYJ                                             | 12,5 años                                          |
| Airbus A330-300 | 8           | —       | 30                                                 | —                                                  | 255                                                | 285                                                | EC-NTX                                             | 10,3 años                                          |
| Total           | 13          | —       | Edad media de la flota (abril de 2024): 15,9 años. | Edad media de la flota (abril de 2024): 15,9 años. | Edad media de la flota (abril de 2024): 15,9 años. | Edad media de la flota (abril de 2024): 15,9 años. | Edad media de la flota (abril de 2024): 15,9 años. | Edad media de la flota (abril de 2024): 15,9 años. |

### Flota histórica
| Aeronaves      | Total | Introducido | Retirado | Matrículas                                                      |
| -------------- | ----- | ----------- | -------- | --------------------------------------------------------------- |
| Boeing 747-200 | 3     | 2003        | 2008     | EC-IUA, EC-JFR y EC-JHD                                         |
| Boeing 747-300 | 1     | 2003        | 2008     | EC-IOO                                                          |
| Boeing 747-400 | 7     | 2010        | 2020     | EC-KQC, EC-KSM, EC-KXN, EC-LGL, EC-LNA, EC-MDS, EC-MQK y EC-MRM |

## Destinos
Wamos Air es el operador español líder en régimen de chárter y wet-lease alrededor del mundo a destinos como:
| Países                      | Destinos            | Aeropuertos                                                       |
| África                      | África              | África                                                            |
| --------------------------- | ------------------- | ----------------------------------------------------------------- |
| Argelia                     | Annaba              | Aeropuerto de Annaba - Rabah Bitat                                |
| Argelia                     | Argel               | Aeropuerto Internacional Houari Boumedienne                       |
| Argelia                     | Constantina         | Aeropuerto Internacional Mohamed Boudiaf                          |
| Argelia                     | Orán                | Aeropuerto de Orán Es Sénia                                       |
| Cabo Verde                  | Sal                 | Aeropuerto Internacional Amílcar Cabral                           |
| Costa de Marfil             | Abiyán              | Aeropuerto Internacional Félix Houphouët-Boigny - Port Bouet      |
| Egipto                      | El Cairo            | Aeropuerto Internacional de El Cairo                              |
| Egipto                      | Hurgada             | Aeropuerto Internacional de Hurghada                              |
| Etiopía                     | Adís Abeba          | Aeropuerto Internacional Bole                                     |
| Gambia                      | Banjul              | Aeropuerto Internacional Yundum                                   |
| Guinea                      | Conakri             | Aeropuerto Internacional Ahmed Sékou Touré                        |
| Kenia                       | Mombasa             | Aeropuerto Internacional Moi                                      |
| Madagascar                  | Antananarivo        | Aeropuerto Internacional Ivato                                    |
| Maldivas                    | Malé                | Aeropuerto Internacional Ibrahim Nasir-Male                       |
| Marruecos                   | Agadir              | Aeropuerto de Agadir- Al Massira                                  |
| Marruecos                   | Casablanca          | Aeropuerto Internacional Mohammed V                               |
| Marruecos                   | Fez                 | Aeropuerto de Fez-Saïss                                           |
| Marruecos                   | Marrakech           | Aeropuerto de Marrakech-Menara en Marrakech                       |
| Marruecos                   | Rabat               | Aeropuerto Rabat-Salé                                             |
| Marruecos                   | Uchda               | Aeropuerto de Uchda Angads                                        |
| Marruecos                   | Nador               | Aeropuerto Internacional de Nador                                 |
| Marruecos                   | Tánger              | Aeropuerto Internacional de Tánger-Ibn Batouta                    |
| Mauricio                    | Puerto Louis        | Aeropuerto Internacional Sir Seewoosagur Ramgoolam                |
| Namibia                     | Windhoek            | Aeropuerto Internacional de Windhoek Hosea Kutako                 |
| Nigeria                     | Kano                | Aeropuerto Internacional de Kano Mallam Aminu                     |
| Reunión                     | Reunión             | Aeropuerto Roland Garros                                          |
| Senegal                     | Dakar               | Aeropuerto Internacional Blaise Diagne                            |
| Seychelles                  | Seychelles          | Aeropuerto International de Seychelles                            |
| Sudáfrica                   | Johannesburgo       | Aeropuerto Internacional de Johannesburgo-Oliver Reginald Tambo   |
| Tanzania                    | Zanzíbar            | Aeropuerto Internacional de Zanzíbar                              |
| Túnez                       | Túnez               | Aeropuerto Internacional de Túnez-Cartago                         |
| Túnez                       | Yerba               | Aeropuerto Internacional de Yerba - Zarzis                        |
| América del Norte           |                     |                                                                   |
| Canadá                      | Montreal            | Aeropuerto internacional Pierre Elliott Trudeau                   |
| Canadá                      | Toronto             | Aeropuerto Internacional Toronto Pearson                          |
| Estados Unidos              | Fort Lauderdale     | Aeropuerto Internacional de Fort Lauderdale-Hollywood             |
| Estados Unidos              | Nueva York          | Aeropuerto Internacional John F. Kennedy                          |
| Estados Unidos              | Los Ángeles         | Aeropuerto Internacional de Los Ángeles                           |
| Estados Unidos              | Miami               | Aeropuerto Internacional de Miami                                 |
| México                      | Cancún              | Aeropuerto Internacional de Cancún                                |
| América Central y el Caribe |                     |                                                                   |
| Antigua y Barbuda           | Saint John          | Aeropuerto Internacional V. C. Bird                               |
| Barbados                    | Bridgetown          | Aeropuerto Internacional Sir Grantley Adams                       |
| Cuba                        | Holguín             | Aeropuerto Internacional Frank País                               |
| Cuba                        | Santiago de Cuba    | Aeropuerto Internacional de Santiago de Cuba                      |
| Cuba                        | Varadero            | Aeropuerto Juan Gualberto Gómez                                   |
| Cuba                        | La Habana           | Aeropuerto Internacional José Martí                               |
| Guadalupe                   | Pointe-à-Pitre      | Aeropuerto Pointe-à-Pitre - Le Raizet                             |
| Guatemala                   | Ciudad de Guatemala | Aeropuerto Internacional La Aurora                                |
| El Salvador                 | San Salvador        | Aeropuerto Internacional de El Salvador                           |
| Jamaica                     | Bahía Montego       | Aeropuerto Internacional Sir Donald Sangster                      |
| Martinica                   | Fort-de-France      | Aeropuerto Internacional de Martinica Aimé Césaire                |
| República Dominicana        | La Romana           | Aeropuerto Internacional de La Romana                             |
| República Dominicana        | Puerto Plata        | Aeropuerto Internacional General Gregorio Luperón                 |
| República Dominicana        | Punta Cana          | Aeropuerto Internacional de Punta Cana                            |
| República Dominicana        | Santo Domingo       | Aeropuerto Internacional Las Américas - José Francisco Peña Gómez |
| América del Sur             |                     |                                                                   |
| Argentina                   | Buenos Aires        | Aeropuerto Internacional Ministro Pistarini-Ezeiza                |
| Aruba                       | Oranjestad          | Aeropuerto Internacional Reina Beatriz                            |
| Bolivia                     | Santa Cruz          | Aeropuerto Internacional Viru Viru                                |
| Brasil                      | Parnamirim          | Aeropuerto Internacional de Grande Natal                          |
| Caribe Neerlandés           | Bonaire             | Aeropuerto Internacional Flamingo                                 |
| Chile                       | Concepción          | Aeropuerto Internacional Carriel Sur                              |
| Chile                       | Isla de Pascua      | Aeropuerto Internacional Mataveri                                 |
| Chile                       | Santiago            | Aeropuerto Internacional Arturo Merino Benítez                    |
| Colombia                    | Bogotá              | Aeropuerto Internacional El Dorado                                |
| Colombia                    | Cali                | Aeropuerto Internacional Alfonso Bonilla Aragón                   |
| Colombia                    | Medellín            | Aeropuerto Internacional José María Córdova                       |
| Curazao                     | Curazao             | Aeropuerto Internacional Hato                                     |
| Ecuador                     | Guayaquil           | Aeropuerto Internacional José Joaquín de Olmedo                   |
| Guayana Francesa            | Cayena              | Aeropuerto Cayena-Rochambeau                                      |
| Guyana                      | Georgetown          | Aeropuerto Internacional Cheddi Jagan                             |
| Paraguay                    | Asunción            | Aeropuerto Internacional Silvio Pettirossi                        |
| Perú                        | Lima                | Aeropuerto Internacional Jorge Chávez                             |
| Surinam                     | Zanderij            | Aeropuerto Internacional Johan Adolf Pengel                       |
| Venezuela                   | Caracas             | Aeropuerto Internacional de Maiquetía Simón Bolívar               |
| Venezuela                   | Isla de Margarita   | Aeropuerto Internacional del Caribe Santiago Mariño               |
| Europa                      |                     |                                                                   |
| Alemania                    | Colonia             | Aeropuerto de Colonia/Bonn                                        |
| Alemania                    | Dusseldorf          | Aeropuerto Internacional de Düsseldorf                            |
| Alemania                    | Hannover            | Aeropuerto de Hannover-Langenhagen                                |
| Alemania                    | Múnich              | Aeropuerto Internacional de Múnich-Franz Josef Strauss            |
| Alemania                    | Laage               | Aeropuerto de Rostock-Laage                                       |
| Alemania                    | Stuttgart           | Aeropuerto de Stuttgart                                           |
| Alemania                    | Berlín              | Aeropuerto de Berlín-Brandeburgo Willy Brandt                     |
| Alemania                    | Münster-Osnabrück   | Aeropuerto Münster-Osnabrück                                      |
| Alemania                    | Fráncfort           | Aeropuerto de Fráncfort del Meno/Rhein-Main-Flughafen             |
| Austria                     | Viena               | Aeropuerto de Viena-Schwechat                                     |
| Bélgica                     | Bruselas            | Aeropuerto de Bruselas-National-Zaventem                          |
| Bélgica                     | Oostende            | Aeropuerto de Ostende - Brujas                                    |
| Bélgica                     | Lieja               | Aeropuerto Lieja-Bierset                                          |
| Bulgaria                    | Burgas              | Aeropuerto de Burgas                                              |
| Chipre                      | Lárnaca             | Aeropuerto Internacional de Lárnaca                               |
| Croacia                     | Zagreb              | Aeropuerto de Zagreb-Pleso                                        |
| Croacia                     | Dubrovnik           | Aeropuerto de Čilipi-Dubrovnik                                    |
| Dinamarca                   | Copenhague          | Aeropuerto de Copenhague-Kastrup                                  |
| España                      | Lanzarote           | Aeropuerto César Manrique - Lanzarote                             |
| España                      | Málaga              | Aeropuerto de Málaga -Costa del Sol                               |
| España                      | Alicante            | Aeropuerto de Alicante-Elche - El Altet                           |
| España                      | Barcelona           | Aeropuerto Josep Tarradellas Barcelona-El Prat                    |
| España                      | Fuerteventura       | Aeropuerto de Fuerteventura                                       |
| España                      | Ibiza               | Aeropuerto de Ibiza                                               |
| España                      | Gran Canaria        | Aeropuerto de Gran Canaria                                        |
| España                      | Zaragoza            | Aeropuerto de Zaragoza                                            |
| España                      | Madrid              | Aeropuerto Adolfo Suárez Madrid-Barajas                           |
| España                      | Palma de Mallorca   | Aeropuerto de Palma                                               |
| España                      | Sevilla             | Aeropuerto de Sevilla                                             |
| España                      | Tenerife Norte      | Aeropuerto de Tenerife Norte                                      |
| España                      | Tenerife Sur        | Aeropuerto Internacional Reina Sofía-Tenerife Sur                 |
| Estonia                     | Tallin              | Aeropuerto de Ülemiste-Tallin                                     |
| Finlandia                   | Helsinki            | Aeropuerto de Helsinki-Vantaa                                     |
| Francia                     | París               | Aeropuerto de París-Orly                                          |
| Francia                     | Tarbes              | Aeropuerto de Tarbes-Lourdes-Pirineos                             |
| Francia                     | Lyon                | Aeropuerto de Lyon-Saint Exupéry                                  |
| Francia                     | Marsella            | Aeropuerto de Marsella Provenza                                   |
| Francia                     | París               | Aeropuerto de París-Orly                                          |
| Francia                     | Niza                | Aeropuerto de Niza Costa Azul                                     |
| Grecia                      | Heraclión           | Aeropuerto Internacional de Heraclión Nikos Kazantzakis           |
| Grecia                      | Kos                 | Aeropuerto Internacional de Kos-Hipócrates                        |
| Grecia                      | La Canea            | Aeropuerto Internacional de La Canea                              |
| Grecia                      | Rodas               | Aeropuerto Internacional de Rodas-Diágoras                        |
| Grecia                      | Atenas              | Aeropuerto Internacional Eleftherios Venizelos                    |
| Groenlandia                 | Kangerlussuaq       | Aeropuerto de Kangerlussuaq                                       |
| Países Bajos                | Ámsterdam           | Aeropuerto Internacional de Ámsterdam-Schiphol                    |
| Hungría                     | Budapest            | Aeropuerto Internacional de Budapest Ferenc Liszt                 |
| Islandia                    | Keflavík            | Aeropuerto Internacional de Reikiavik-Keflavík                    |
| Italia                      | Roma                | Aeropuerto Intercontinental Leonardo da Vinci/Roma-Fiumicino      |
| Italia                      | Milán               | Aeropuerto de Milán-Malpensa                                      |
| Italia                      | Palermo             | Aeropuerto de Palermo-Punta Raisi                                 |
| Italia                      | Verona              | Aeropuerto Valerio Catullo/Verona-Villafranca                     |
| Luxemburgo                  | Luxemburgo          | Aeropuerto Internacional de Luxemburgo Findel                     |
| Noruega                     | Bergen              | Aeropuerto de Bergen-Flesland                                     |
| Noruega                     | Oslo                | Aeropuerto de Oslo-Gardermoen                                     |
| Noruega                     | Trondheim           | Aeropuerto de Trondheim-Værnes                                    |
| Noruega                     | Lakselv             | Aeropuerto de Lakselv-Banak                                       |
| Noruega                     | Evenes              | Aeropuerto de Harstad/Narvik-Evenes                               |
| Noruega                     | Stavanger           | Aeropuerto de Stavanger-Sola                                      |
| San Martín                  | Sint Maarten        | Aeropuerto Internacional Princesa Juliana                         |
| Polonia                     | Poznan              | Aeropuerto de Poznan-Ławica                                       |
| Polonia                     | Varsovia            | Aeropuerto Chopin-Varsovia                                        |
| Polonia                     | Gdansk              | Aeropuerto de Gdańsk-Lech Wałęsa                                  |
| Portugal                    | Faro                | Aeropuerto Internacional de Faro                                  |
| Portugal                    | Lisboa              | Aeropuerto Humberto Delgado                                       |
| Portugal                    | Ponta Delgada       | Aeropuerto Juan Pablo II                                          |
| Portugal                    | Lajes               | Aeropuerto de Lajes                                               |
| Reino Unido                 | Birmingham          | Aeropuerto Internacional de Birmingham-West Midlands              |
| Reino Unido                 | Cardiff             | Aeropuerto de Cardiff                                             |
| Reino Unido                 | Londres             | Aeropuerto de Londres Gatwick                                     |
| Reino Unido                 | Mánchester          | Aeropuerto de Mánchester                                          |
| Reino Unido                 | Londres             | Aeropuerto Internacional de Londres Heathrow                      |
| Reino Unido                 | Glasgow             | Aeropuerto Internacional de Glasgow                               |
| República Checa             | Praga               | Aeropuerto Internacional de Praga Václav Havel                    |
| Rusia                       | San Petersburgo     | Aeropuerto Internacional Púlkovo                                  |
| Rusia                       | Moscú               | Aeropuerto Internacional de Moscú-Domodédovo                      |
| Suecia                      | Estocolmo           | Aeropuerto de Estocolmo-Arlanda                                   |
| Suecia                      | Gotemburgo          | Aeropuerto de Gotemburgo-Landvetter                               |
| Suecia                      | Malmö               | Aeropuerto de Malmö                                               |
| Suecia                      | Luleå               | Aeropuerto de Luleå                                               |
| Suiza                       | Basilea             | Aeropuerto de Basilea-Mulhouse-Friburgo                           |
| Suiza                       | Zúrich              | Aeropuerto de Zúrich-Kloten                                       |
| Turquía                     | Antalya             | Aeropuerto de Antalya                                             |
| Turquía                     | Estambul            | Aeropuerto Internacional Sabiha Gökçen                            |
| Turquía                     | Adana               | Aeropuerto Adana Şakirpaşa                                        |
| Turquía                     | Esmirna             | Aeropuerto de Esmirna-Adnan Menderes                              |
| Turquía                     | Mugla               | Aeropuerto de Dalaman                                             |
| Turquía                     | Ankara              | Aeropuerto Internacional Esenboğa                                 |